# 우사미역
우사미역(일본어: 宇佐美駅、うさみえき)은 일본 시즈오카현 이토시 우사미 있는 동일본여객철도 이토 선의 역이다. 상대식 승강장 2면 2선을 가진 역이다. 역번호는 JT 25.

## 역 구조
| 1 | ■ 이토선 | 하행 | 이토 · 이즈큐시모다 방면                                      |
| 2 | ■ 이토선 | 상행 | 아타미 · 도쿄 · 우쓰노미야 · 다카사키 방면 (우에노 도쿄 라인) |

## 갤러리

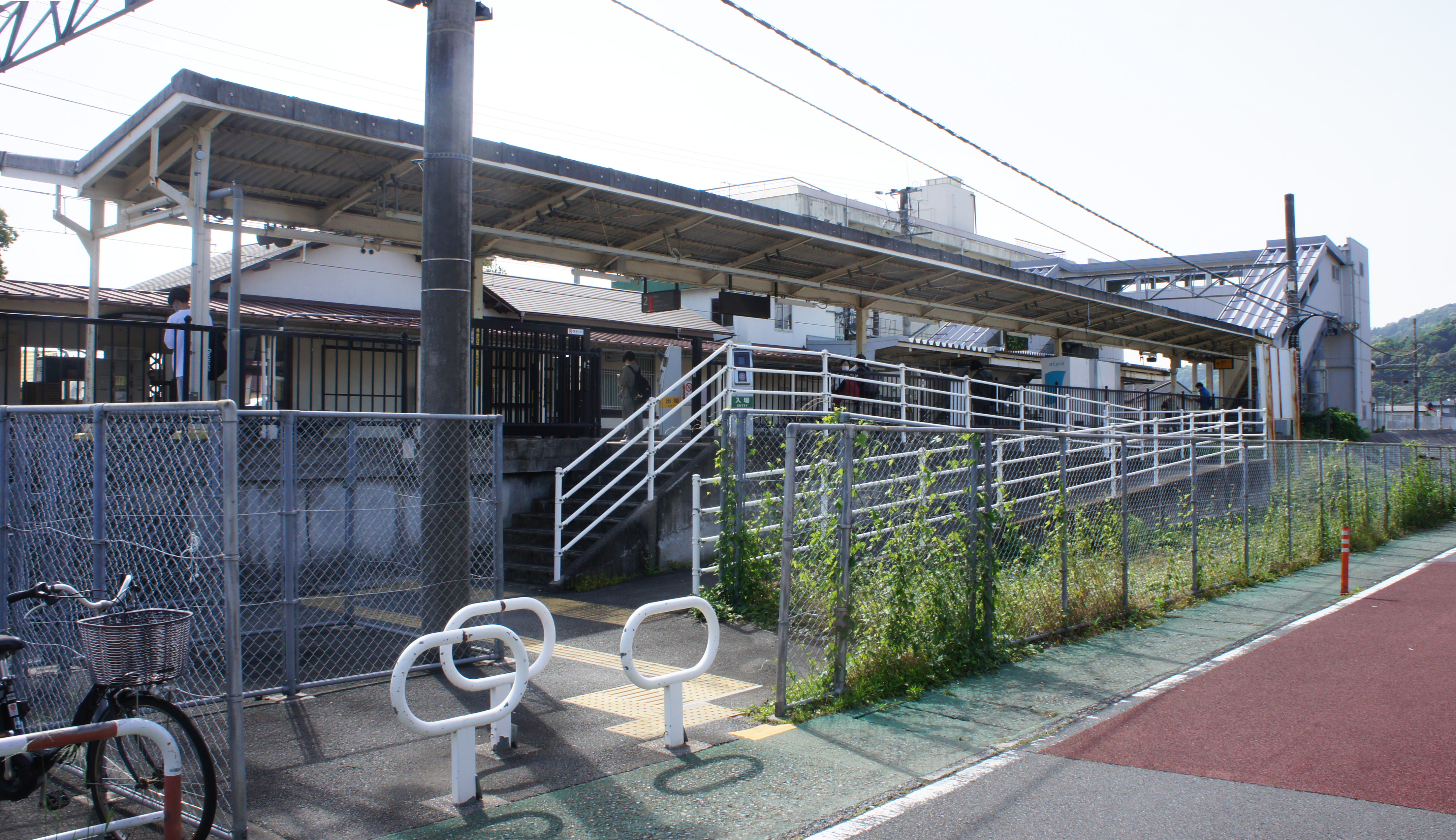
서쪽 출구 (2021년 5월)
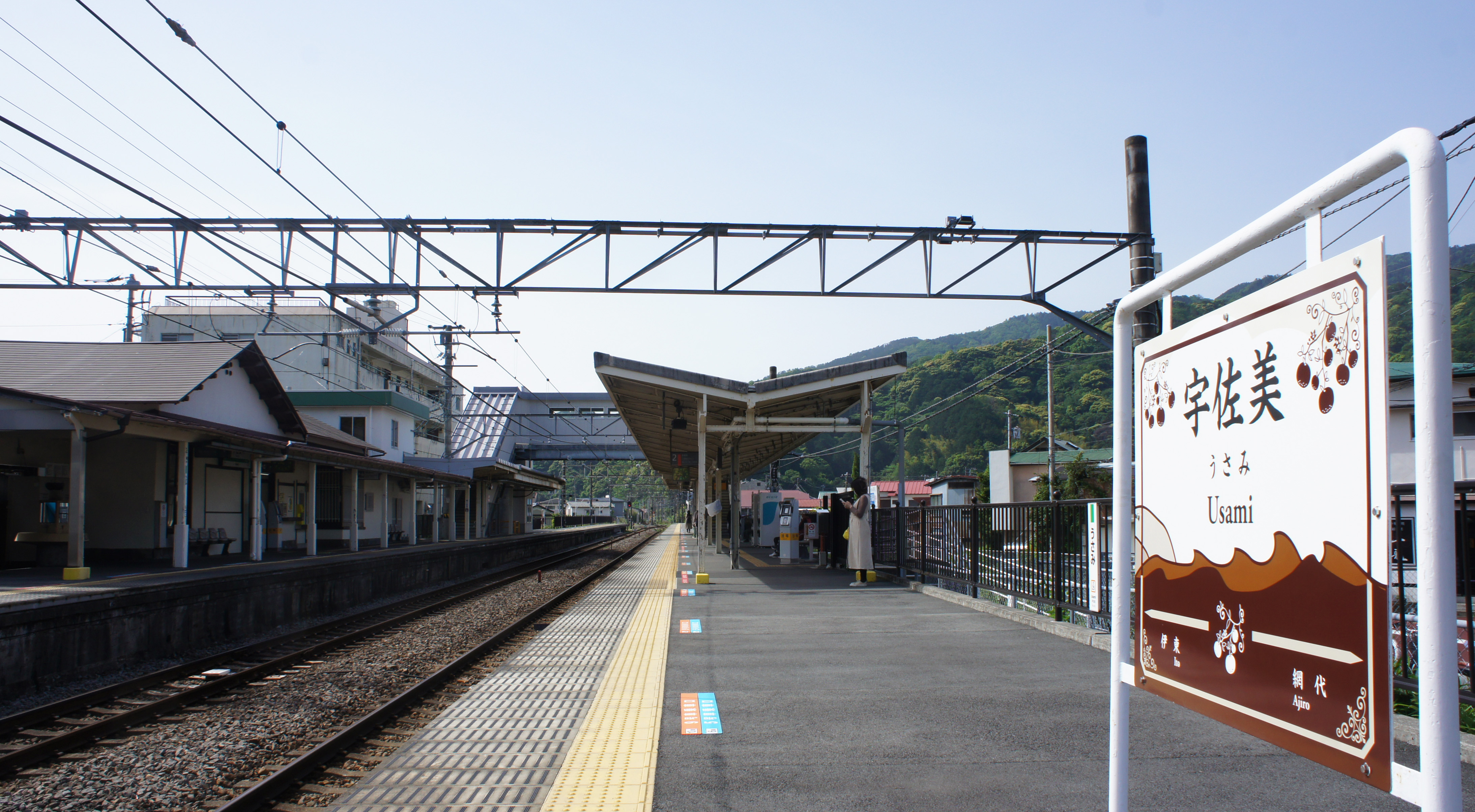
승강장 (2021년 5월)

## 인접역
| 동일본여객철도 이토선 | 동일본여객철도 이토선 | 동일본여객철도 이토선 |
| --------------------- | --------------------- | --------------------- |
| 아지로 아타미 방면    | ■ 이토선              | 이토 방면             |